# Vincenzo Tamagni

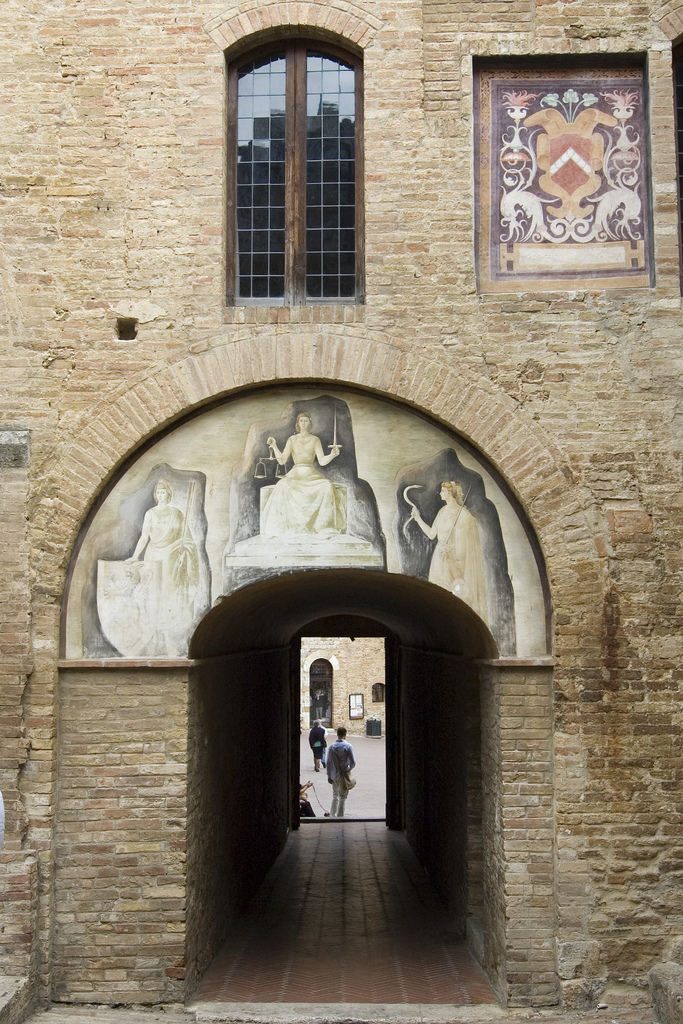
Fresc monocrom de la Justícia trepitjant la mentida, a l'Ajuntament de San Gimignano

Vincenzo Tamagni, també conegut com a Vincenzo da San Gimignano (San Gimignano, 10 d'abril de 1492 - c. 1530) va ser un pintor italià del Renaixement.

## Biografia
Va ser apredent del taller del Sodoma, amb el qual, l'any 1505, va col·laborar al cicle de frescos sobre la Vida de sant Benet del claustre de l'Abadia de Monteoliveto Maggiore. Al llarg de dues llargues estades a Roma (1516-1521 i 1525-1527) va formar part del taller de Rafael, amb qui va col·laborar a les Lògies Vaticanes, i va rebre la influència d'altres artistes, entre els quals cal destacar Peruzzi. Va pintar a San Gimignano i altres localitats pròximes, com ara Montalcino, Monteriggioni, Pomarance, etc. Morí al voltant de l'any 1530.

## Obres
Entre 1510 i 1512 va treballar a Montalcino, on va fer les Històries de la Mare de Déu, el Domine quo vadis? i la caiguda de Simó el Mag a l'església de Sant Francesc, i va decorar al fresc el Scrittoio, l'ex farmàcia de l'Hospital de Santa Maria della Croce. Ací va fer la Mare de Déu entronitzada amb l'Infant, àngels, sants i personatges famosos i la Santa Maria de la Creu.
Entre 1513 i 1516 va tenir lloc la seua probable participació en companyia de tots els membres del taller de Rafael en la decoració arqueologitzant de la Loggetta del Cardenal Bibbiena al Vaticà.
L'any 1516 va fer en companyia de Giovanni da Spoleto el cicle de frescos amb Històries de la Mare de Déu a l'església de Santa Maria in Arrone (Terni), als quals pot reconèixer-se la influència de Rafael i la de Peruzzi.
Entre 1516 i 1521 va col·laborar en els frescos de les Lògies Vaticanes.
Després va tornar a la regió senesa, on va fer:
- un fresc amb l'Assumpció de la Mare de Déu a Monteriggioni (Abadia dels Sants Salvador i Cirí);
- la Mare de Déu amb l'Infant i sants (Església de Sant Jeroni, de San Gimignano, 1522);
- el Naixement de la Verge (Església de Sant Antoni, de San Gimignano, 1523);
- l'Adoració de la creu (fresc a l'església de Sant Agustí, de San Gimignano);
- La Santa guareix Matteo Cenni (Oratori de Santa Caterina a Siena);
- Fresc a l'Oratorio dell'Annunziata, avui baptisteri de l'església de Sant Joan, a Pomarance (1524), al qual es troba pintat El Pare Etern amb àngels músics i escenes de l'Anunciació i de la Visitació;
- fres de tres llunetes a l'antiga sala del consell, llavors del vicariat de Val di Cecina, representant la Mare de Déu amb l'Infant, entre sant Joan Baptista i un sant bisbe, potser Sant Zenobi de Florència (palau de l'ex-Pretura de Pomarance, 1524?);
- La Mare de Déu i ants (avui a la capella de sant Joan Baptista, a l'església arxiprestal de Pomarance, 1525)

Entre 1525 i 1527 va fer la seua segona estada a Roma, que acabà segons Vasari arran del Saqueig de Roma. Hi va desenvolupar una intensa activitat de pintor al fresc, molt lloada per Vasari, però completament perduda. Entre altres obres va fer:
- Les Esposalles de la Verge (avui a la Galleria nazionale d'arte antica, palau Barberini, a Roma, 1526);
- frescos al sostre de tres cambres de Vil·la Lante.

Durant aquesta estada o potser més tard, amb ocasió d'una brevíssima estada a l'estiu de 1527, poc després de la fuga del saqueig, va fer la:
- Mare de Déu de les Roses (Col·legiata de San Biagio, Finalborgo, 1527?)

Tot i que la datació exacta de l'obra és impossible degut a la manca de documentació, aquesta pertany sens dubte estilísticament a tercer decenni del Cinquecento. S'ha proposat com a lapse de temps de la seua execució el 1524-1527, a partir de la identificació dels personatges laics que hi apareixen retratats.
Entre 1527 i 1530 va fer els seues últims treballs a San Gimignano i la seua rodalia:
- la Mare de Déu del Socors (Montalcino 1527);
- les Esposalles místiques de Santa Caterina d'Alexandria (Palau Pratellesi, 1528);
- L'Encontre de sant Joaquim i santa Anna a la Porta Àuria (parròquia de Sant Salvador a Istia d'Ombrone, Grosseto, 1528);
- Sant Josep per a la capella de Sant Josep a Ripomarance (1528) actualment al Palau Barberini, a Roma (cfr. Spinelli 1993).

### General
- (italià) Vasari, Giorgio, Le vite de’ più eccellenti pittori, scultori e architettori (1568), ed. a cura di G. Milanesi, Florència 1906, IV, pp. 489-492.
- (italià) Pecori. Luigi, Storia della terra di San Gimignano, Florència 1853, pp. 496-500, 530.
- (italià) Venturi, Adolfo, Storia dell'Arte Italiana, IX, 5, Milà 1932, pp. 413-422.
- (italià) Bartoli, Roberta, Vincenzo Tamagni, scheda biografica in "La pittura in Italia. Il Cinquecento", t. II, Electa 1987, pp. 848-849.

### Específica
- Popham, Arthur Ewart, Some drawings by Vincenzo Tamagni, a "Old Masters Drawings", XIV, (1939-40), pp. 44-(?).
- Pouncey, Philip, Vincenzo Tamagni at Siena, a "The Burlington magazine", N° 514, Vol. LXXXVIII, Jan. 1946, pp. 3-8.
- Pouncey, Philip, A datable drawing by Vincenzo Tamagni, a "The Burlington Magazine for Connoisseurs", Vol. 88, N° 515, Feb. 1946, pp. 42, 44-45.
- Hayum, Andree, Two drawings by Vincenzo Tamagni, "The Burlington magazine for connoisseurs", Vol. 114, N°827, Feb. 1972, pp. 87-89.
- Dacos Crifò, Nicole, Vincenzo Tamagni a Roma, a "Prospettiva" 7, 1976, pp. 46-51.
- Dacos Crifò, Nicole, Le Logge di Raffaello. Maestro e bottega di fronte all'antico, Istituto Poligrafico e Zecca della Stato, Roma 1986 (2° ed.), pp. 106-108.
- Sapori, Giovanna, Vincenzo Tamagni e Giovanni da Spoleto, a "Baldassarre Peruzzi. Pittura, scena e architettura nel Cinquecento" (a cura da Marcello Fagiolo i Maria Luisa Madonna, Atti del convegno Siena-Roma 1987, Istituto dell'Enciclopedia Italiana, Roma 1987, pp. 551-568.
- Guerrini,Roberto, Vincenzo Tamagni e lo scrittoio di Montalcino, Siena, Rotary Club Siena Est, 1991 (?).
- Spinelli, Jader, Vincenzo Tamagni a Pomarance. Una madonna con bambino nella sala della ex pretura, a "La comunità di Pomarance" n. 3, 1993.
- Ventura, Leandro, La Madonna del Rosario di Vincenzo Tamagni nella chiesa di San Biagio in Finalborgo. Esaltazione e superbia dinastica dei Del Carretto, marchesi di Finale, a "Mitteilungen des Kunsthistorischen Institutes in Florenz", XXXVIII, 1994, f. I, pp. 98-116.
- Peano Cavasola, Alberto, Nuove luci su alcune opere artistiche di Finalborgo, a "Ligures", n°4, 2006, pp.147-164.